# 硯廣壯語
砚广壮语，又称侬壮语，是壮语的一种，属中部台语支，通行于中国云南省文山州的砚山县、广南县、西疇縣、麻栗坡县、马关县、文山市一带，越南河江省也有分布，使用人数大约有50万人左右。越南岱依族的语言岱依语和砚广壮语很相近。

## 方言
Johnson （2011a）给出了下列砚广壮语次分支。
- 道侬（nɔŋ44 taːu55）: 广南县
- 仰侬（nɔŋ44 ɲɛŋ22）；也称“青侬”: 西畴县和麻栗坡县的畴阳河沿岸。
- 赌侬（nɔŋ44 tu31）: 马关县赌咒河沿岸
- 厅侬: 富宁县中部普厅河沿岸（兴华乡、板仑乡和归朝镇
- 锦侬（nɔŋ44 tɕiŋ24）；也称“上方侬”: 文山市东北和砚山县。

砚广壮语一种称为傲话（自称：艮雒）的变体由58人（截至1960年）使用，分布在富宁县板仑乡（You 2013:291; Yunnan 1979）。
扶平语或扶平壮语是一种非常接近砚广壮语的中部台语，分布在广西壮族自治区百色市德保县扶平乡。